# Renovo
Renovo is een plaats (borough) in de Amerikaanse staat Pennsylvania, en valt bestuurlijk gezien onder Clinton County.

## Demografie
Bij de volkstelling in 2000 werd het aantal inwoners vastgesteld op 1318.
In 2006 is het aantal inwoners door het United States Census Bureau geschat op 1232, een daling van 86 (-6,5%).

## Geografie
Volgens het United States Census Bureau beslaat de plaats een oppervlakte van
3,0 km², geheel bestaande uit land.

## Plaatsen in de nabije omgeving
De onderstaande figuur toont nabijgelegen plaatsen in een straal van 32 km rond Renovo.